# Quarzoszillator
Ein Quarzoszillator ist eine elektronische Schaltung zum Erzeugen von Schwingungen, die als frequenzbestimmendes Bauelement einen Schwingquarz enthält. Im engeren Sinne ist ein Quarzoszillator eine fertig aufgebaute Oszillatorschaltung, die zusammen mit dem frequenzbestimmenden Schwingquarz in einem Gehäuse eingebaut und als Standardbauteil erhältlich ist.
Quarzoszillatoren sind in ihrer Frequenz (Anzahl der Schwingungen pro Zeitspanne) sehr genau und haben Abweichungen von typisch unter 100 ppm. Andere übliche elektronische Oszillatorschaltungen, z. B. solche mit LC-Schwingkreisen, sind wesentlich ungenauer mit Abweichungen von der Nennfrequenz mit mehr als 1 % (10 000 ppm). In der Praxis ist der Quarzoszillator oft als Taktgeber für Prozessoren, Mikrocontroller, Funkgeräte und in Quarzuhren zu finden.
Alternativen mit identischen Anwendungsbereichen stellen die preisgünstigen aber ungenaueren Keramikresonatoren dar. Des Weiteren sind programmierbare MEMS-Oszillatoren verfügbar, deren frequenzbestimmendes Element ein im Halbleiterchip integriertes Mikrosystem ist.

## Technischer Aufbau

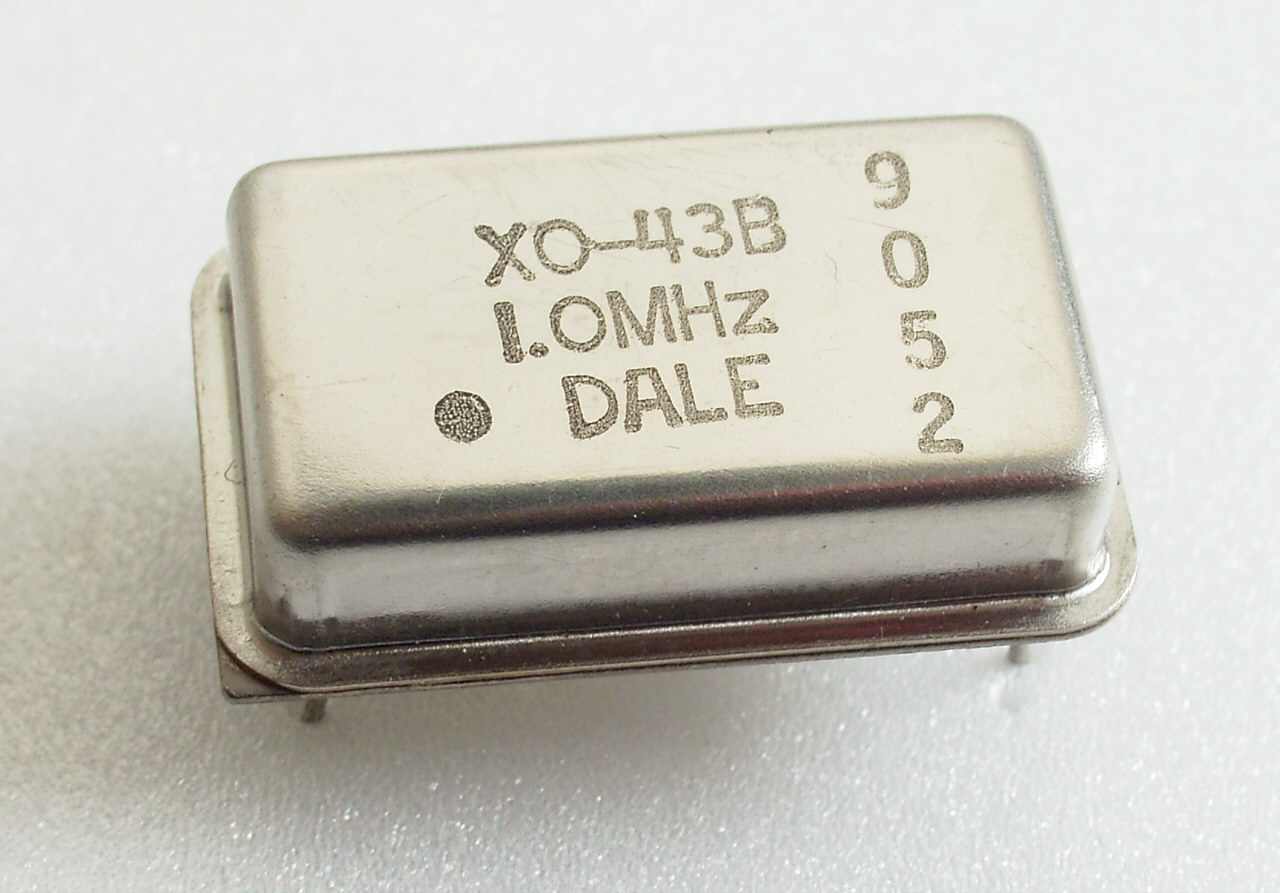
Quarzoszillator in DIL-14-Metallgehäuse

Die in Quarzoszillator-Schaltungen verwendeten Schwingquarze sind meist Kristallplättchen, -stäbe oder -gabeln (wie eine Stimmgabel), die durch elektrische Spannung zu mechanischen Formänderungen gebracht werden können, die wiederum eine elektrische Spannung erzeugen. Die Reaktion ist durch die mechanischen Schwingungsmodi des piezoelektrischen Kristalls gegeben.
Ein Schwingquarz wird bei einer Wechselspannung bestimmter Frequenz, seiner Resonanzfrequenz, zu besonders starken Resonanzschwingungen angeregt (diese Eigenschaft besitzen auch piezoelektrische Schallgeber). Sie ist bei geeignetem Kristallschnitt fast unabhängig von Umgebungseinflüssen wie Temperatur oder Amplitude und wird deshalb als präziser Taktgeber mit einer Langzeitstabilität besser als 0,0001 % verwendet.
Schwingende Quarzplatten haben zwei elektrisch zu unterscheidende elektrisch/mechanische Modi:
- Bei Reihenresonanz ist ihr scheinbarer Widerstand für den Wechselstrom besonders gering und sie verhalten sich wie eine Reihenschaltung aus einer Spule und einem Kondensator.
- Bei Parallelresonanz ist der scheinbare Widerstand besonders groß. Dann verhalten sie sich wie eine Parallelschaltung von Kondensator und Spule mit der Besonderheit, dass kein Gleichstrom fließen kann (Quarz ist ein sehr guter Isolator).

Die Parallelresonanz liegt etwa 0,1 % höher als die Serienresonanz.
Ein vergleichbares Schwingverhalten findet man auch bei der dreifachen, fünffachen usw. Grundfrequenz. Einen Quarz mit einer Resonanzfrequenz von 9 MHz kann man so auch auf 27 MHz oder auf 45 MHz schwingen lassen. Speziell dafür geeignete Oberwellenquarze besitzen eine entsprechende Aufhängung, um diese Oberschwingungen nicht zu behindern.
Der Arbeitspunkt des Schwingquarzes im Quarzoszillator liegt zwischen den o. g. Eigenresonanzen.
In diesem Frequenzbereich verhält sich der Schwingquarz induktiv wie eine Spule. Zusammen mit seiner nominellen kapazitiven Last schwingt der Quarzoszillator bei seiner nominellen Lastresonanzfrequenz. Leichte Abweichungen von der Nennfrequenz können, durch eine Änderung/Abweichung von der nominellen Lastkapazität, erzeugt oder kompensiert werden.
Die Frequenz ist leicht temperaturabhängig. Für größere Ansprüche an den Temperaturgang gibt es temperaturkompensierte Oszillatoren (TCXO – englisch Temperature Compensated Crystal Oscillator).
Dabei werden zumeist Thermistoren eingesetzt, die eine Regelspannung erzeugen, die der temperaturabhängigen Frequenzänderung des Quarzes entgegenwirken. Die so erzeugte Spannung wird üblicherweise an eine Kapazitätsdiode angelegt, so dass die dadurch veränderte Kapazität die Frequenz des Quarzoszillators korrigiert.
Ist eine noch höhere Genauigkeit erforderlich, wird ein Quarzofen verwendet. Dabei ist der Quarz in ein temperaturgeregeltes Gehäuse eingebaut, um umgebungstemperaturabhängige Einflüsse zu minimieren. Darin wird der Quarz elektrisch auf z. B. 70 °C erhitzt. Diese Bauform heißt OCXO (englisch Oven Controlled Crystal Oscillator). Das „X“ steht jeweils für Xtal, die Kurzform von Crystal.

## Arten

### Integrierte Schaltung

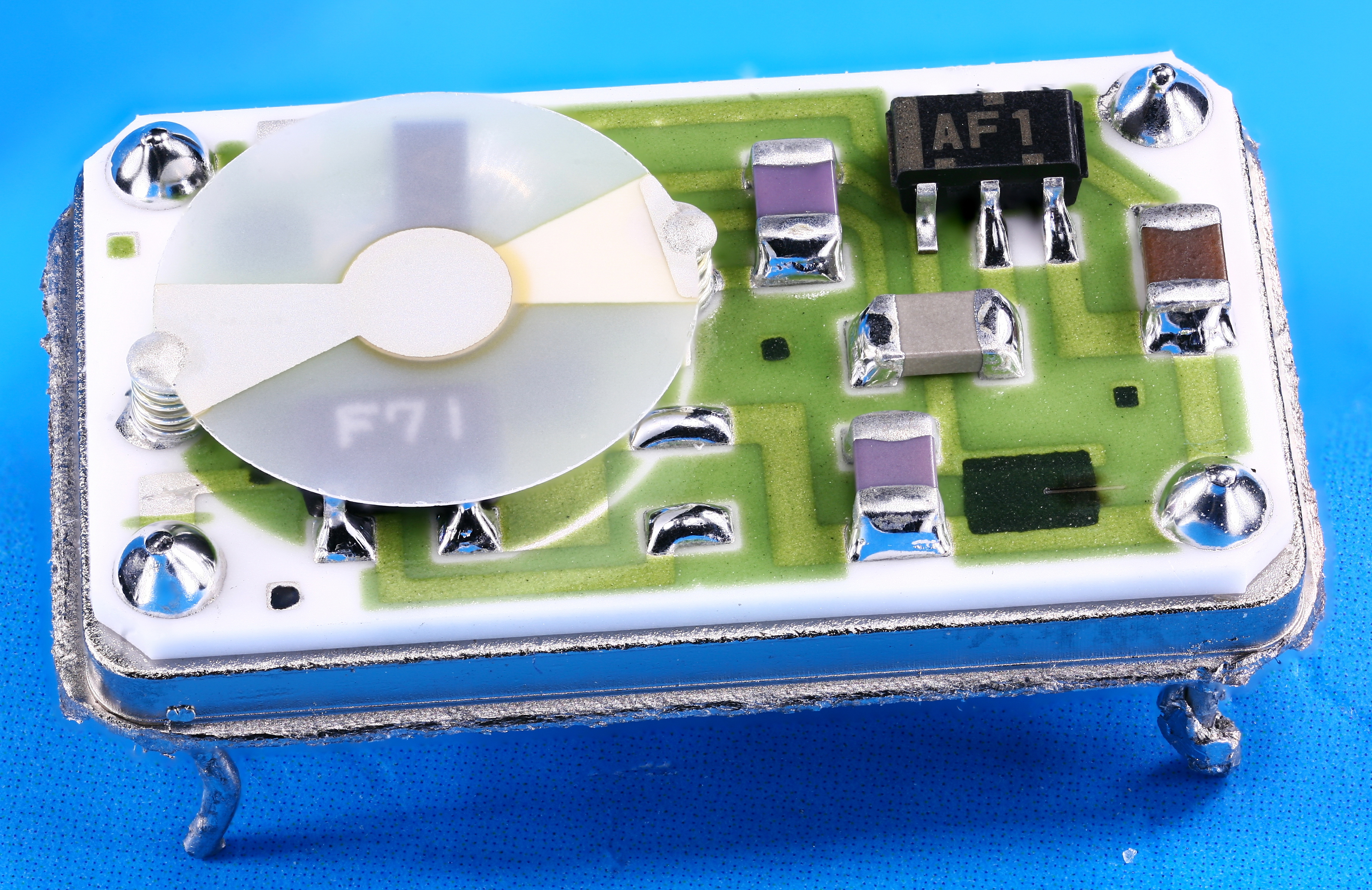
Geöffneter Quarzoszillator mit rundem Schwingquarzplättchen und elektronischer Oszillatorschaltung

Diese Quarzoszillatoren werden mit einem Metall- oder Kunststoffgehäuse im Rastermaß von integrierten Schaltungen hergestellt. Sie liefern eine Logik-kompatible Rechteckschwingung (ein Taktsignal) mit sehr genau definierter Frequenz. Sie benötigen eine Betriebsspannung und enthalten alle für einen Oszillator erforderlichen Komponenten. Die Frequenz dieser Quarzoszillator-Bausteine ist auf der Gehäuseoberseite normalerweise in Megahertz aufgedruckt. Die Ungenauigkeit der Frequenz wird in ppm angegeben. Je geringer diese Ungenauigkeit, desto aufwendiger (und damit teurer) ist das Bauteil.
Geläufige Bauformen für die Durchsteckmontage sind DIP 14 (rechteckig, siehe Bild) und die kürzere Bauform DIP 8 (quadratisch). Daneben gibt es Quarzoszillatoren auch in kleineren Chipgehäuse als Surface-mounted device (SMD). Übliche Versorgungsspannungen orientieren sich an der Versorgung von digitalen Schaltungen wie 1,8 V, 2,5 V oder 3,3 V und die früher häufig bei Transistor-Transistor-Logik (TTL) verwendeten 5 V.

### Pierce-Schaltung

Pierce-Schaltung mit Logikgattern

Insbesondere in der Digitaltechnik werden zur Erzeugung von Taktsignalen Logikgatter, üblicherweise Inverter mit Schmitt-Trigger-Eingängen, verwendet. Die betreffende Schaltung wird als Pierce-Schaltung bezeichnet und ist durch einen einfachen Aufbau ohne Spulen gekennzeichnet. Die Inverterstufe U1, wie in nebenstehender Abbildung dargestellt, kann auch Teil von integrierten Schaltungen (IC) sein, wobei an dem IC dann nur die Anschlusspins für den extern anzuschließenden Schwingquarz X herausgeführt sind (typischerweise mit Bezeichnungen wie XTAL gekennzeichnet). Dieser Oszillator lässt sich auch mit Hilfe von CMOS-Inverterstufen realisieren, was seine große praktische Verbreitung begründet.
Der Quarz schwingt in dieser Schaltung in Parallelresonanz und gestattet nur Schwingungen entsprechend seiner Grundfrequenz. Die Schaltung ist ohne große Änderung für alle Quarzfrequenzen zwischen etwa 30 kHz und 10 MHz verwendbar, die erzeugte Frequenz kann durch Variation der beiden Kondensatoren C1 und C2 geringfügig geändert werden.
Die zweite Inverterstufe U2 dient als Verstärkerstufe und der Impulsformung: Am Ausgang wird durch U2 eine Rechteckschwingung erzeugt, die direkt als Taktsignal für digitale Schaltungen, wie getaktete Flipflops oder Mikroprozessoren, verwendet werden kann.

### Diskreter Aufbau

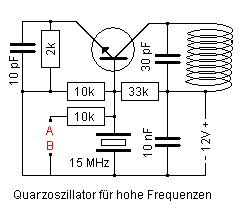

Diese Schaltung ist für höhere Frequenzen dimensioniert und erzeugt – je nach Resonanzfrequenz des Schwingkreises – entweder 15 MHz oder 45 MHz. Den Schwingkreis muss man etwa auf die Frequenz der ungeraden Oberwelle des Quarzes abstimmen, die man erzeugen möchte. Das Synchronisieren der Frequenzen von Quarz und Schwingkreis kann man an der sprunghaften Änderung der Spannung zwischen den Messpunkten A und B erkennen. Auffallend an dieser Schaltung ist das Fehlen einer sichtbaren Rückkopplung. Trotzdem funktioniert diese Schaltung, weil der Transistor interne Kapazitäten sowohl zwischen Kollektor und Emitter als auch zwischen Basis und Emitter besitzt.
Funktion: Wenn man den Quarz durch einen Kondensator ausreichender Kapazität (einige nF) ersetzen würde, hätte man einen Transistorverstärker in Basisschaltung, wie er oft in UKW-Verstärkern verwendet wird. Diese Schaltung besitzt keine Phasenverschiebung zwischen dem Eingang am Emitter und dem Ausgang am Kollektor. Durch eine kleine Kapazität (wenige pF genügen) zwischen Kollektor und Emitter kann man eine Rückkopplung herstellen, die aus dem Verstärker einen Oszillator macht.
In nebenstehender Schaltung genügt dafür die interne Kapazität des Transistors zwischen C und E. Diese Rückkopplung erzeugt aber eine Phasenverschiebung, die mehr bei 90° als bei den erforderlichen 0° liegt, weil zwischen Basis und Emitter der Eingangswiderstand des Transistors nicht ebenfalls ein Kondensator liegt. Das wird mit dem kleinen 10-pF-Kondensator links korrigiert. Die Frequenz dieses Oszillators wird durch die Resonanzfrequenz des Schwingkreises am Kollektor bestimmt.
Wenn man nun den Kondensator an der Basis wieder – wie gezeichnet – durch einen Schwingquarz ersetzt, kann der Oszillator nur dann schwingen, wenn die Basis wechselstrommäßig „kalt“ ist, wenn also das Quarzelement einen besonders geringen Wechselstromwiderstand darstellt. Das ist der Fall bei Serienresonanz und allen ungeraden Vielfachen. Bei allen anderen Frequenzen ist die Verstärkung der Basisschaltung zu gering und die Schwingungen werden nicht angefacht.

### Verstellbare Quarzoszillatoren
Ein Quarzoszillator, der durch Zuschaltung eines Trimmkondensators in seiner Frequenz in geringem Umfang verändert werden kann (einige ppm) wird meist VXO (englisch Variable Crystal Oscillator – das „X“ steht dabei für Xtal, die Kurzform von Crystal.) genannt. Vor der Verfügbarkeit genau gefertigter Schwingquarze waren solche Trimmer nötig, um zum Beispiel die Ganggenauigkeit von Quarzuhren abzugleichen. Ist der Quarzoszillator durch elektrische Spannung trimmbar, wird er VCXO (englisch voltage controlled crystal oscillator, Quarzoszillator mit über Spannung trimmbarer Frequenz) genannt. TCVCXO (englisch Temperature Compensated Voltage Controlled Crystal Oscillator) bzw. OCVCXO (englisch Oven Controlled Voltage Controlled Crystal Oscillator) stehen für temperaturkompensierte bzw. beheizte einstellbare Oszillatoren.
Die Regelspannung kann z. B. Temperaturabhängigkeiten oder Alterung entgegenwirken. Dabei kann die Frequenz meist nur in der Größenordnung von 100 ppm verändert werden. Das Einsatzgebiet sind häufig Frequenzgeneratoren, steuerbare Oszillatoren in Phasenregelschleifen und andere Hochfrequenzmess- und Prüfgeräte.